# Neoclosterus argodi
Neoclosterus argodi là một loài bọ cánh cứng trong họ Cerambycidae.